# Karl Salomo Zachariae

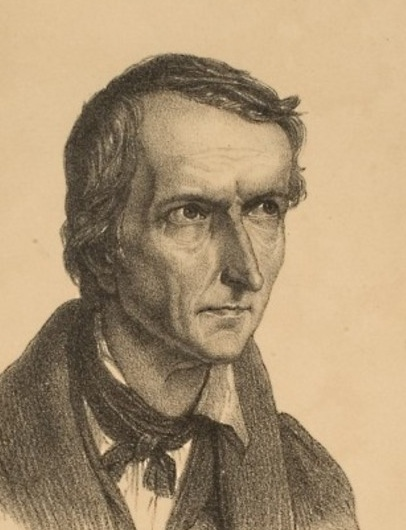
Karl Salomo Zachariae von Lingenthal, Ausschnitt aus einer Lithographie nach einem im Jahr 1843 gezeichneten Porträt

Karl Salomo Zachariae, seit 1842 Zachariae von Lingenthal (Vornamen auch Carl bzw. Salomon, Nachname auch Zachariä geschrieben; * 14. September 1769 in Meißen; † 27. März 1843 in Heidelberg), war ein deutscher Rechtswissenschaftler. Er war von 1807 bis zu seinem Tod Professor an der Universität Heidelberg, wo er allgemeines und deutsches Staatsrecht, Völkerrecht, Naturrecht, Lehnrecht und Kirchenrecht lehrte.

## Leben und Wirken
Karl Salomo Zachariae war der Sohn des geachteten Rechtsanwalts und Patrimonialgerichtsdirektors Johann August Zachariae und dessen Frau Friederica Elisabetha (geb. Hesse). Der Leipziger Archäologe und Bibliothekskustos Anton Ernst Klausing war sein Onkel. Im Alter von 15 Jahren besuchte er die sächsische Fürstenschule St. Afra in Meißen. Am 27. Januar 1787 immatrikulierte er sich an der Universität Leipzig, wo er sich zunächst philosophischen und philologischen Studien sowie der Geschichte und Mathematik widmete. 1789 wechselte er zur Rechtswissenschaft. Am 7. Mai 1792 begab sich Zachariae an die Universität Wittenberg, wo er mit Novalis und Theodor Hell in Verbindung war. Am 30. April 1794 erwarb Zachariae den akademischen Grad eines Magisters und fand mit dem Erwerb der Lehrbefähigung am 30. April 1795, als Baccalaureus der Rechtswissenschaften, Aufnahme in die juristische Fakultät.
Am 30. Juni 1795 promovierte er zum Doktor der Rechte, ab 1796 hielt er Vorlesungen über Theoretische Philosophie und Feudalrecht. Am 27. November 1800 wurde Karl Salomo Zachariae zum außerordentlichen Professor an die juristische Fakultät der Universität Wittenberg berufen und am 29. Juli 1802 zum ordentlichen Professor für Lehnsrecht daselbst. Zachariae wurde Assessor (beisitzender Richter) des Schöppenstuhls in Wittenberg und am Landgericht Niederlausitz in Lübben. In Wittenberg entfaltete Zachariae eine rege literarische Tätigkeit.
Als Nachfolger von Karl Wilhelm Paetz wurde Zachariae am 1. Februar 1807 als Professor der Rechte an die Universität Heidelberg berufen, er trat seinen Dienst Ostern 1807 an. Dort lehrte er öffentliches Recht des Rheinbunds sowie französisches Zivil- und Kriminalrecht. Heidelberg gehörte infolge des Reichsdeputationshauptschlusses zum Großherzogtum Baden, welches seit 1806 Teil des vom Napoleonischen Frankreich dominierten Rheinbundes war. Von 1807 bis 1821 sowie 1834 bis 1843 war er Beisitzer des Spruchkollegiums der Juristischen Fakultät. Zachariae veröffentlichte ab 1808 sein dreibändiges Handbuch des französischen Zivilrechts zu Napoleons Code civil. Dieses wurde später von Charles Aubry und Charles-Frédéric Rau ins Französische übersetzt und bildete die Grundlage für deren 1839 publiziertes, einflussreiches Lehrbuch des französischen Zivilrechts. Zachariaes Handbuch wurde gemeinsam mit dem Code Napoléon auf dem ersten Wartburgfest 1817 von Burschenschaftern und Angehörigen der deutschnationalen Turnbewegung symbolisch verbrannt. Daneben vertiefte sich insbesondere in Fragen der Staatswissenschaften. 1816 erhielt Zachariae einen Ruf nach Göttingen und 1829 einen Ruf nach Leipzig, die er jedoch beide ausschlug. Stattdessen setzte er sich für den Erhalt und die Weiterentwicklung der Universität Heidelberg ein, was er 1817 in seinem Buch Für die Erhaltung der Universität Heidelberg formulierte. Im akademischen Jahr 1817/18 war er Prorektor der Universität, außerdem wirkte er mehrere Amtsperioden als Dekan der Juristischen Fakultät.
Als juristischer Ordinarius der Universität Heidelberg wurde Zachariae auch in die politischen Belange des Großherzogtums Baden eingebunden. Er war an der Konstituierung des badischen Landrechts von 1810 beteiligt, das im Wesentlichen auf dem französischen Code civil (Code Napoléon) beruhte. Für seine Verdienste wurde er 1818 zum Geheimen Hofrat ernannt. Als ein Vertreter der neuen Staatslehre und Nachfolger des freiwillig von seinem Mandat zurückgetretenen Hofrats Anton Friedrich Justus Thibaut wurde Zachariae 1820 für die Universität Heidelberg zum Mitglied der ersten Kammer der Badischen Ständeversammlung gewählt. Er arbeitete am Entwurf des badischen Strafgesetzbuches von 1824/26 mit. Als Abgeordneter des Landbezirks Heidelberg gehörte Zachariae 1825 bis 1828 der der Zweiten Kammer des badischen Parlaments an und war Mitglied der Gesetzgebungskommission. 1829 zog sich Zachariae von seinem politischen Engagement zurück, wirkte aber nach wie vor an der Universität Heidelberg, wo er weiterhin seine Vorlesungen hielt. 
Am 17. November 1842 wurde Zachariae in den erblichen Adelsstand erhoben und trug danach den nach seinem nahe Heidelberg gelegenen Landgut in Lingental gewählten Namenszusatz von Lingenthal.
Aus seiner Ehe mit Johanna Eleonore, geb. Glaeser (1786–1815) hatte Zachariae zwei Kinder: eine früh verstorbene Tochter und den Sohn Karl Eduard Zachariae von Lingenthal, der als Rechtshistoriker sowie als Förderer der Eisenbahn in Preußen einen Namen machte.

## Schriften (Auswahl)
- Die Einheit des Staats und der Kirche mit Rücksicht auf die Deutsche Reichsverfassung. 1797. (Digitalisat)
- Ueber die vollkommenste Staatsverfassung Leipzig 1800.
- Christian Gottlob Gläser. Meltzer, Wittenberg 1801. (Digitalisat)
- Ueber die Erziehung des Menschengeschlechtes durch den Staat Leipzig 1802.
- Janus Leipzig 1802.
- Anfangsgründe des philosophischen Privatrechtes. Nebst einer Einleitung in die philosophische Rechtswissenschaft überhaupt. Sommer, Leipzig 1804. (Digitalisat)
- Versuch einer allgemeinen Hermeneutik des Rechts. Meißen: Erbstein, 1805
- Die Wissenschaft der Gesetzgebung. Fleischer, Leipzig 1806. (Digitalisat)
- Ius publicum civitatum, quae foederi Rhenano adscriptae sunt. Mohr & Zimmer, Heidelberg 1807. (Digitalisat)
- Handbuch des französischen Zivilrechts. 4 Bände. Mohr & Zimmer, Heidelberg 1808–1827. (Digitalisat Band 1), (Band 2), (Band 3), (Band 4)
- Das Staatsrecht der Rheinischen Bundesstaaten und das Rheinische Bundesrecht erläutert in einer Reihe Abhandlungen. Mohr & Zimmer, Heidelberg 1810. (Digitalisat)
- Für die Erhaltung der Universität Heidelberg / im Nahmen der Lehrer der Universität ausgearbeitet. Mohr und Winter, Heidelberg 1817. (Digitalisat)
- Vierzig Bücher vom Staate. 3 Bände. Cotta, Stuttgart und Tübingen 1820–1830. (Digitalisat Band 1), (Band 2), (Band 3,1)
- Staatswissenschaftliche Betrachtungen Uber Cicero's Wiedergefundenes Werk Vom Staate Oßwald, Heidelberg 1823. (Digitalisat) (Nachdruck: Kessinger Pub Co 2010)[8]
- Strafgesetzbuch : Entwurf ; mit e. Darstellung der Grundlagen des Entwurfes. Osswald, Heidelberg 1826 (Digitalisat)
- Der Kampf des Grundeigenthumes gegen die Grundherrlichkeit. Dargestellt und beurtheilt. Oßwald, Heidelberg 1832. (Digitalisat)
- Lucius Cornelius Sulla, genannt der Glückliche, als Ordner des römischen Freystaates dargestellt. Oßwald, Heidelberg 1834. (Digitalisat 1.und 2. Abtheilung, 1850)
- Rechtsgutachten über die Ansprüche August's von Este, ehelichen Sohnes Sr. K. H. des Herzogs von Sussex auf den Titel, die Würden und Rechte eines Prinzen des Hauses Hanover. Heidelberg 1834 (Digitalisat)
- Abhandlungen aus dem Gebiethe der Staatswirthschaftslehre. Oßwald, Heidelberg 1835. (Digitalisat)
- Vierzig Bücher vom Staate, umgearbeitete Auflage, 7 Bände, 1839–1843